# Антупово
Антупово — деревня в Износковском районе Калужской области Российской Федерации. Входит в состав сельского поселения «Село Шанский Завод».
До упразднения уездно-губернского деления входило в состав  Гиреевской волости Медынского уезда .

## География
Находится в пределах Смоленско-Московской возвышенности Русской равнины, недалеко от правого берега реки Шаня, в ~ 85 километрах от областного центра — города Калуги, и в ~ 30 км от районного центра — села Износки. Ближайшие населённые пункты: деревня Гиреево( 2 км ) и Грибаново (1 км). Находится в северо-западной части Калужской области. Стоит на берегу безымянной малой речки, притоке Шани, ранее именуемой Антуповкой.

## Этимология
Происходит от искажённого греческого имени Антип (противник). Например, в церкви Усекновения Главы Иоанна Предтечи в Кречетниках, придел Антипа Пергамского именуется в источнике приделом священномученика Антупы.

## История

### XVII век
1653 год,  в Можайских писцовых книгах при межевании села Гиреева упоминается сопредельное Онтупово[7]. 

### XVIII
1724 год, на карте окрестностей Можайска Делиля  Антупово ошибочно обозначено как «Антоново». Эта ошибка повторяется и в более поздних картах. На карте РККА 1941 года Антупово называется «Антуново».
1782 год, Антупово — деревня Гиреевской волости,  принадлежащей помещице Екатерине Ивановне Шуваловой, вдове графа Александра Ивановича Шувалова. Деревня стоит на реке Антуповке, впадающей в Шаню, в настоящее время Антуповка на картах не именуется.

### XIX век
1863  год, в «Списке населённых мест Калужской губернии», Антупово — владельческая деревня 2-го стана Медынского уезда, на реке Шаня, по левую сторону тракта Медынь—Гжатск. В деревне 12 дворов и 88 жителей.
1891 год,  Антупово, по  «Списку населённых мест Калужской губернии», деревня Гиреевской волости 2-го стана Медынского уезда. В деревне 54 жителя.

### XX век
1914 год, Антупово — согласно «Списку населённых мест Калужской губернии» деревня 2-го стана Медынского уезда, проживает здесь 58 человек.

## Инфраструктура
Личное подсобное хозяйство с зоной сельскохозяйственного использования, индивидуальная застройка усадебного типа.

## Транспорт
Деревня доступна по просёлочным дорогам.